# Roca gravada de Fórnols

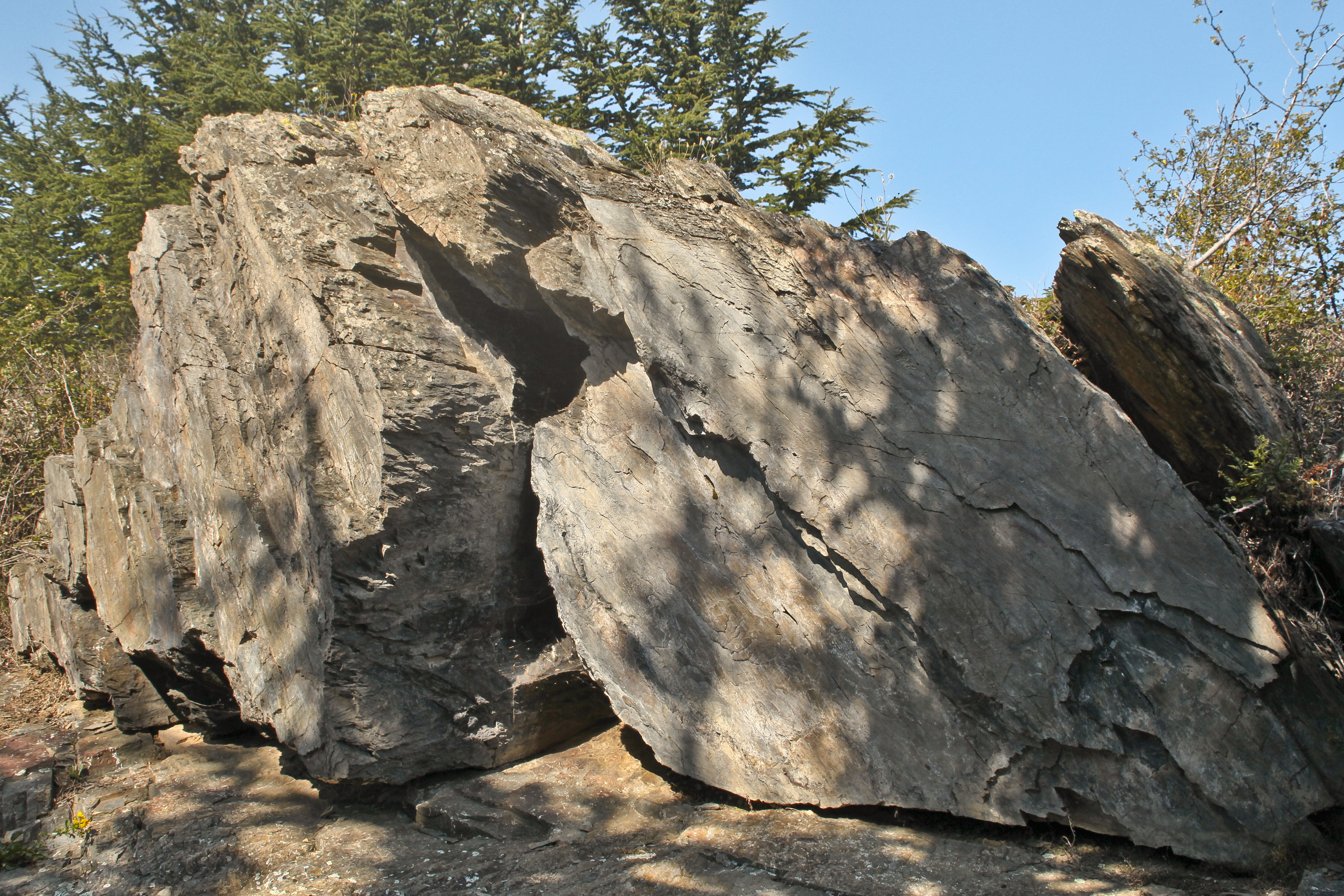
El conjunt de la roca

La Roca gravada de Fórnols, és un jaciment megalític situat en el terme comunal de Campome, a la comarca del Conflent, de la Catalunya del Nord.
És a la mateixa carena on hi hagué el poble de Fórnols, uns 400 metres i a uns 50 metres més d'altitud al sud-oest de les restes de l'església de Sant Cristòfol, o Sant Cristau.
És un conjunt de gravats del final del Paleolític Superior (del Magdalenià), protegit com a monument històric des del 26 de febrer del 2014.
L'excepcionalitat del jaciment consisteix en el fet de trobar-se a l'aire lliure i no en una cova, ja que tot i que al món no són estranys els casos d'art rupestre a l'aire lliure, a Europa occidental són molt escassos (i pràcticament circumscrits a la península Ibèrica i zones pròximes) i l'art paleolític europeu s'associa a la foscor subterrània.

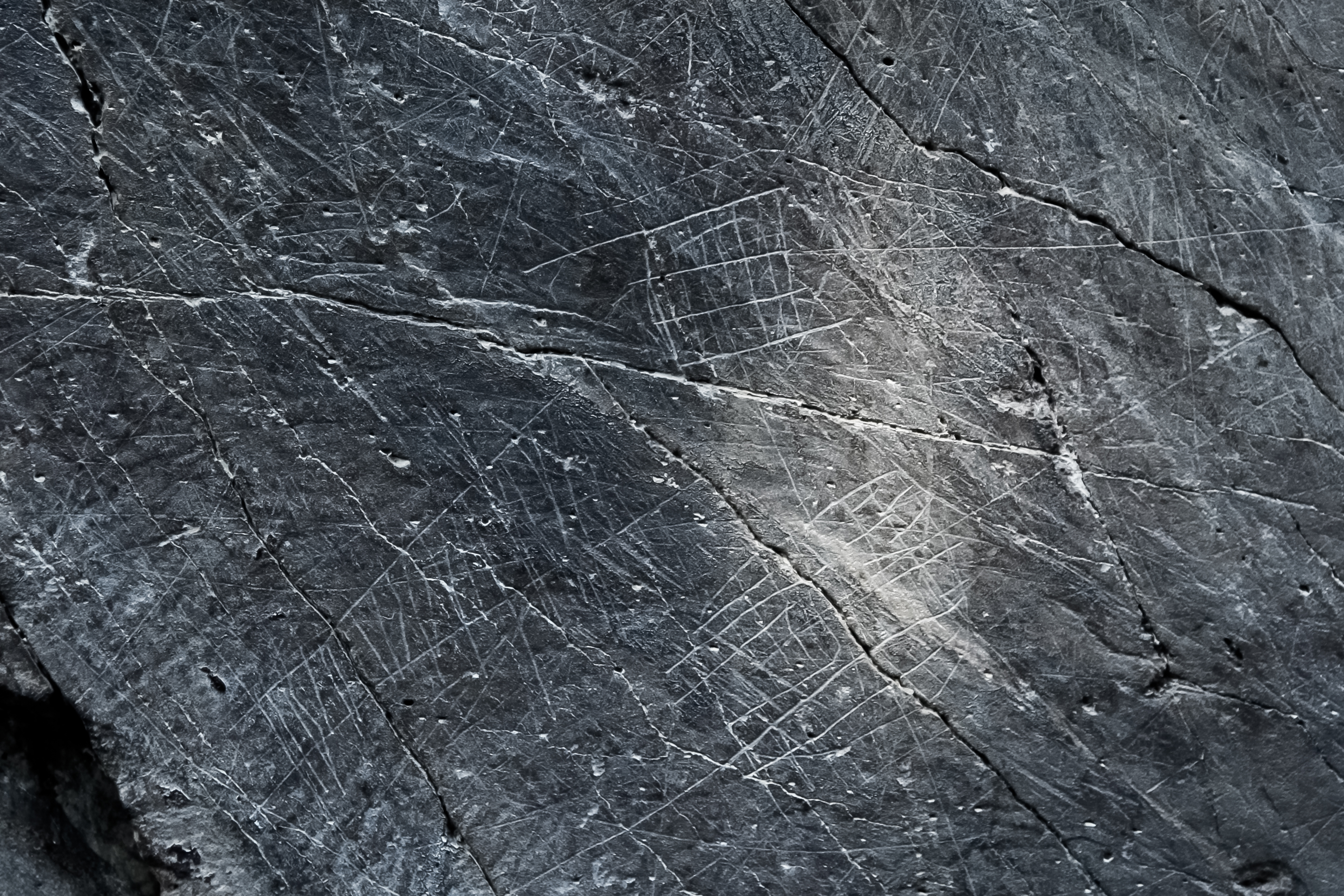
Detall de les figures incises en la roca

L'ornamentació de la roca ha estat molt afectada per l'erosió, que n'ha fet desaparèixer una part, i a més les incisions són febles i les figures petites (de 4 cm la més petita a 16 cm la més gran); això fa més difícil de llegir l'obra. Tot i això, en el seu estat actual s'hi poden veure 22 motius geomètrics (ziga-zagues, angles, retícules...) i animals.
Entre els animals hi ha un possible cabusset i la resta són cabres i isards, representats amb uns pocs segments.